# Acacia hemiteles
Acacia hemiteles é uma espécie de leguminosa do gênero Acacia, pertencente à família Fabaceae.